# Château du maréchal Moncey
Le château du maréchal Moncey est un château, protégé des monuments historiques, situé sur la commune de Moncey dans le département français du Doubs, en Franche-Comté.

## Localisation
Le château est situé au cœur de la commune de Moncey.

## Histoire
Le château date du XVIIIe siècle et fut la demeure du maréchal d'Empire Bon-Adrien Jeannot de Moncey aux XVIIIe et XIXe siècles.
Le 18 mai 1990, le château est inscrit au titre des monuments historiques pour divers éléments : 
- le corps de logis, l'escalier intérieur avec sa rampe, les cheminées, les lambris et les planchers XIXe siècle
- les bâtiments des communs et dépendances qui prolongent les deux extrémités du corps de logis
- la remise sur la cour des communs
- les murs de la cour des communs et de la cour d'honneur avec leurs portes et le portail avec sa grille en fer forgé
- le mur du jardin anglais bordant la rue, ses portes et le portail avec sa grille en fer forgé
- le portail de l'angle Sud-Ouest du parc avec sa grille